# General Dynamics F-16 Fighting Falcon
F-16 Fighting Falcon je jednomotorový, víceúčelový, stíhací letoun 4. generace, který existuje v jednomístné i dvoumístné verzi. Letoun doplnil stíhací letouny F-15 Eagle, které jsou určené k vybojování vzdušné nadvlády. Dále F-16 Fighting Falcon nahradil předchozí generaci letounů a u evropských letectev většinou F-104 Starfighter.
Přístrojové vybavení letounu umožňuje útoky na cíle bez ohledu na denní dobu, nebo počasí. Konstruktéři F-16 vycházeli z nejnovějších poznatků aerodynamiky (v době vývoje, tedy konec šedesátých, začátek sedmdesátých let 20. století) i z předchozích typů, jako F-15 nebo F-111. F-16 byl první letoun využívající systém fly-by-wire a první letoun navržený, aby dosahoval násobku 9 G, čímž ve své době předčil schopnosti zavedených stíhačů. Avionika letounu obsahuje inerciální navigační systém, letový a zbraňový počítač i radiostanice v pásmech UHF i VHF. Pilot má pro svoji obranu  k dispozici radarový výstražný systém (RWR), výmetnice klamných cílů a elektronický rušič průzkumných i zbraňových systémů nepřítele.
Prototyp letounu vzlétl v roce 1974. Pohon zajišťuje jeden proudový motor Pratt & Whitney F100 s tahem 110 kN.[zdroj⁠?!] Výzbroj tvoří řízené a neřízené střely a pumy do hmotnosti 9 t nesené na vnějších závěsnících a kanon M61 Vulcan ráže 20 mm integrovaný v trupu letounu. Letoun je vybaven elektroimpulzním řízením (Fly-by-Wire) s ovládáním joystickem na pravé straně kabiny pilota. Vystřelovací sedadlo pilota je skloněno vzad pod úhlem 30 stupňů, což snižuje účinky přetížení na jeho organismus.
Výroba těchto velmi rozšířených bojových strojů pokračuje (od roku 1993) pod novou hlavičkou výrobce jako Lockheed Martin F-16 Fighting Falcon i poté, co General Dynamics svoji výrobu letadel prodal firmě Lockheed Martin. Původní verze letadla má označení A (jednomístné) a B (dvoumístné), modernizovaná varianta je analogicky značena C nebo D. Letoun F-16 je neoficiálně přezdíván „Viper“. K roku 2015 jde o světově nejpočetnější letadlo s pevnými nosnými plochami ve vojenské službě.

## Vývoj

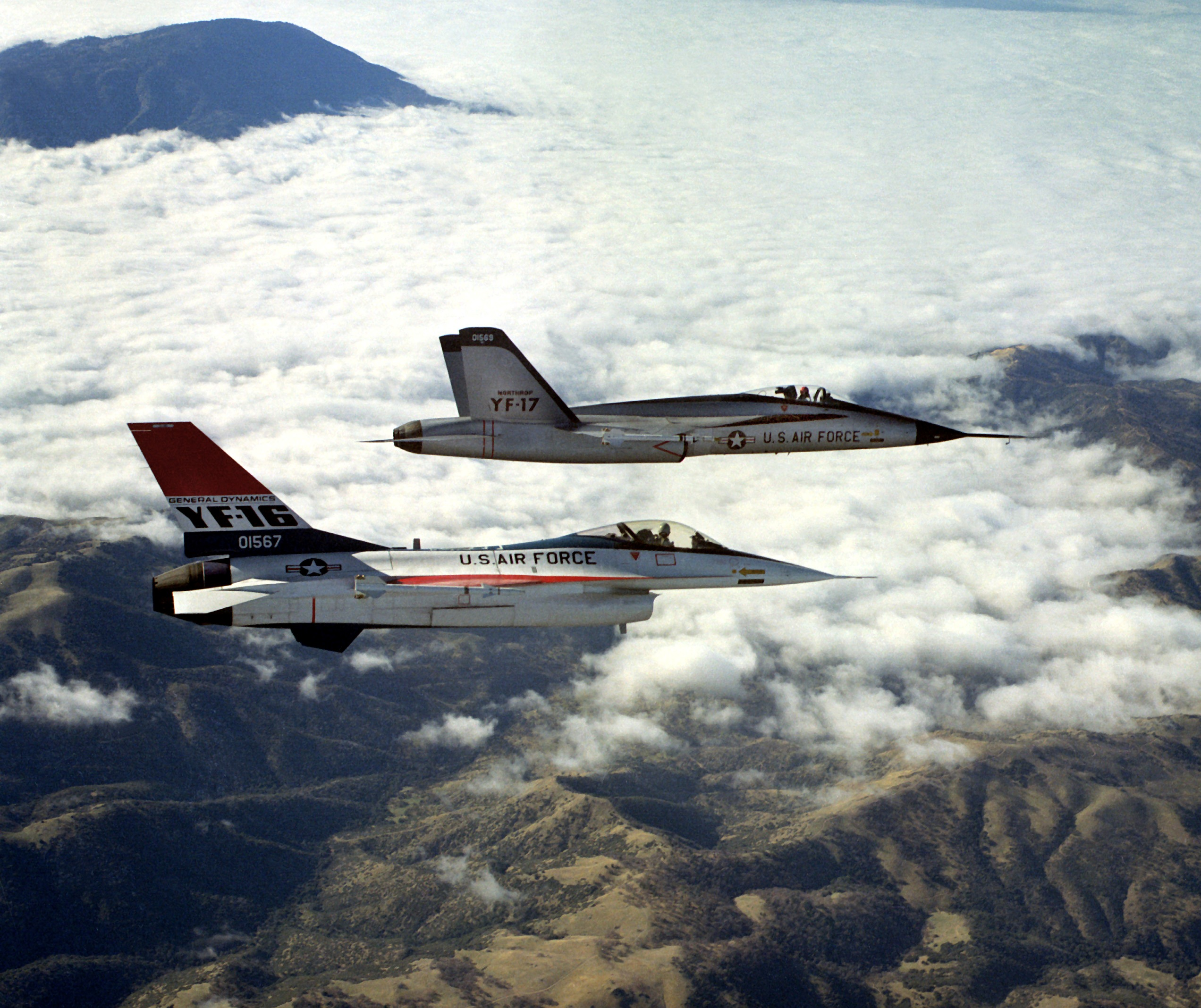
Společný let prototypů YF-16 a YF-17

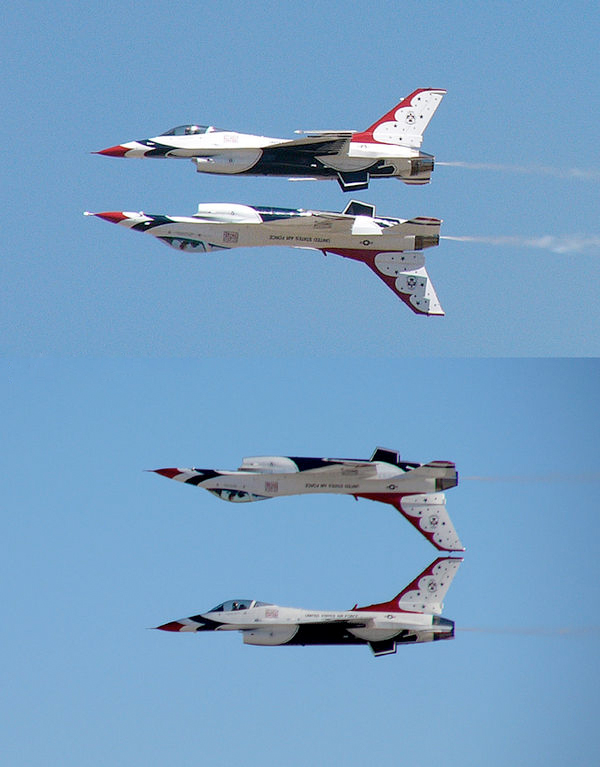
F-16 akrobatické skupiny Thunderbirds

Zkušenosti z vietnamské války poukázaly na potřebu vyšší odborné přípravy stíhacích pilotů a také lepšího stíhacího letounu schopného získat ve vzduchu převahu nad protivníky. Na základě svých zkušeností z korejské války vytvořil počátkem šedesátých let plukovník John Boyd s matematikem Thomasem Christie „teorii energie a manévrovatelnosti“. Výsledky Boydovy práce zdůrazňovaly, že americké letectvo bude potřebovat malé a lehké letadlo. Mělo být konstruováno tak, aby mohlo manévrovat s minimální ztrátou energie a aby mělo zvýšený poměr tahu k hmotnosti stroje. Koncem šedesátých let Boyd shromáždil kolem sebe skupinu stejně smýšlejících inovátorů, kteří se stali známí jako „Fighter Mafia“. V roce 1969 skupina zajistila prostřednictvím ministerstva obrany financování projektů General Dynamics a Northrop založených na Boydově teorii. Lidé ve vedení amerického letectva si uvědomovali, že armádní rozpočet jim nedovoluje nákup dostatečného množství drahých F-15 a proto návrhy „fighter mafie“ získaly jejich podporu.
Požadavky na novou lehkou stíhačku byly předloženy v roce 1972 a zdůrazňovaly potřebu stroje s hmotností do 9 100 kg s dobrým poloměrem zatáčení, s lepším zrychlením a doletem. Letadlo mělo být optimalizováno pro boj při rychlosti Mach 0,6–1,6 ve výškách 9 100 – 12 000 m. Z pěti společností, které se přihlásily do soutěže, byly vybrány dvě – General Dynamics a Northrop. Společnost General Dynamics představila 13. prosince 1973 svůj prototyp s označením YF-16 (72-1567), který 20. ledna 1974 na základně Edwards zalétal Phil Oestricher. První oficiální let YF-16 proběhl 2. února, trval 90 minut, letadlo dosáhlo rychlost 740,8 km/h a výšku 9 144 m. V květnu 1974 se do programu zapojil druhý prototyp.
Firma Northrop vzlétla poprvé se svým prototypem YF-17 o čtyři měsíce později, dne 9. června 1974. Přestože se původně předpokládalo, že soutěž bude velmi těsná, vývoj YF-16 postupoval výrazně rychleji a letadlo bylo také jednoznačnou volbou pro piloty létajících na obou prototypech.
Dne 13. ledna 1975 byla firma General Dynamics se svým strojem YF-16 prohlášena za vítěze soutěže. Hlavními důvody byly nižší provozní náklady, větší dolet a výrazně lepší manévrovací schopnosti, zejména při nadzvukových rychlostech. Další výhodou YF-16 bylo použití motoru Pratt & Whitney F100, čili stejné pohonné jednotky, jaká byla integrovaná v letadle F-15. Fakt, že pro oba programy budou použity stejné motory, sliboval do budoucna nižší náklady na jejich pořízení.
Společnost Northrop však nadále pracovala na vývoji svého prototypu a 2. května 1975 byl YF-17 vybraný americkým námořnictvem. Práce Northrop tak nevyšla nazmar a vyústila v letadlo, které je dnes známé jako McDonnell Douglas F/A-18 Hornet.
Kompletace prvního sériového letounu F-16 (75-0747) byla zahájena v prosinci 1975. Délka trupu byla prodloužena o 254 mm, plocha křídla vzrostla o 1,85 m² a k motoru F100 byla přidána pomocná energetická jednotka APU. Třetí vyrobený stroj poprvé vzlétl 3. května 1977 a byl již vybaven kompletní avionikou a systémem řízení střelby.
Již v roce 1975 bylo rozhodnuto o evropské výrobě F-16 pro členské státy NATO. Byly zřízeny montážní linky letounů u společnosti SABCA v Gosselies v Belgii a Fokker ve Schiphol-Oost v Nizozemsku. Belgická firma SONACA byla kontraktována pro stavbu zadní části trupu, konstrukce kýlové plochy a pylony podvěsů pod křídlem vyráběla v Dánsku společnost Per Udsen. Podvozek vyráběla společnost DAF v Nizozemsku, kola pak firma Raufoss v Norsku. Evropskou montáží pohonné jednotky F100 byla pověřena belgická Fabrique Nationale. Do února 1978 byla otevřena belgická výrobní linka, následovaná v dubnu nizozemskou. První let evropské F-16 proběhl 11. prosince 1978. Jednalo se o dvoumístnou verzi F-16B, kterou v Gosselies zalétali Neil Anderson a Serge Martin.

## Služba

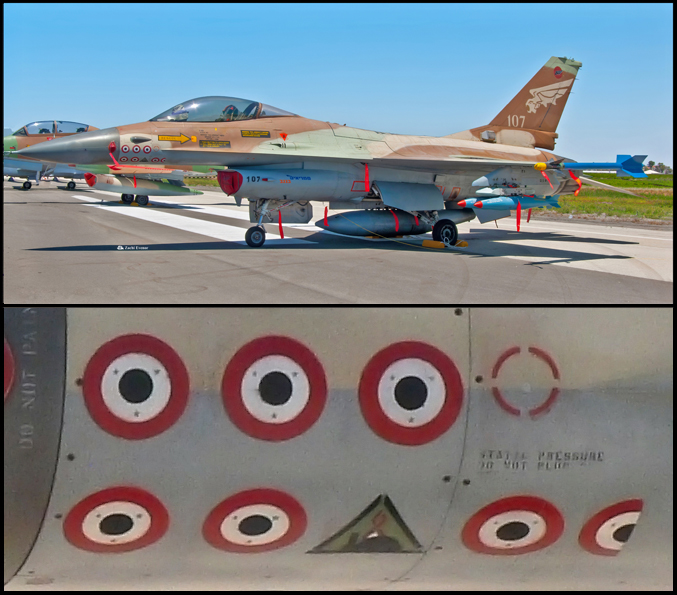
Izraelská F-16A Netz 107 se 6,5 sestřely jiných letounů a jedním zásahem iráckého reaktoru, světový rekord pro F-16

Dodávky F-16 uživatelům započaly v lednu 1979, kdy byly z amerických i evropských linek předány Fighting Falcony 388. TFW se sídlem v Hill AFB v Utahu a letectvu Belgie. V září přijalo své první F-16 Nizozemské královské letectvo a v lednu 1980 započaly dodávky letectvům Dánska, Norska a Izraele.
Historicky první sestřel vzdušného cíle zaznamenaly letouny F-16 izraelských vzdušných sil, když 28. dubna 1981 nad údolím Bekaa sestřelily dva syrské vrtulníky Mi-8.
Absolutně první sestřel stíhacího letadla si připsaly opět izraelské F-16, když 14. července 1981 sestřelily syrský MiG-21.[zdroj?]
7. června 1981 osm izraelských F-16, doprovázených stíhačkami F-15A/B, bombardovaly irácký jaderný reaktor Osirak poblíž Bagdádu v rámci Operace Opera. V roce 1982 během první libanonské války izraelská letadla F-16 sestřelila 44 strojů MiG-21 a MiG-23.
Do odvetné akce vůči Iráku, který obsadil Kuvajt, se v roce 1991 během operace Pouštní bouře zapojilo 249 amerických F-16. Během 13 340 misí zničily množství pozic irácké protivzdušné obrany a jednotek republikánských gard. Obvyklou bojovou konfiguraci tvořilo 6 pum Mk.82, několik kazetových a laserem naváděných pum. O navigaci a navádění pum se staral kontejner LANTIRN. Během celé operace ztratilo USA celkem sedm F-16, z toho jedna byla sestřelena raketou země-vzduch SA-6, jedna raketou SA-3 a jedna raketou ze systému Igla.
Od konce operace Pouštní bouře až po začátek další americké intervence v Iráku v roce 2003 se letouny F-16 podílely na udržování bezletových zón. Během těchto misí dosáhlo americké letectvo významného milníku, když 27. prosince 1992 jedno z letadel F-16D sestřelilo irácký MiG-25. Šlo o první sestřel nepřátelské stíhačky americkou F-16 a také o první sestřel radarem naváděnou raketou AIM-120 AMRAAM. Dne 17. ledna 1993 sestřelila americká F-16C irácký MiG-23 a opět to bylo střelou AMRAAM.
V letech 1994 - 1995 byly americké F-16 nasazeny k ničení pozemních cílů a udržování bezletové zóny nad Bosnou. K prvnímu incidentu došlo 28. února 1994, když čtyři J-21, dvě IJ-21 Jastreb a dva J-22 Orao narušily bezletovou zónu, aby bombardovaly Novi Travnik. Dva piloti J-22 si všimli americké F-16, letící nad nimi. Ihned opustili oblast a přízemním letem se dostali do Chorvatska, kam je američtí piloti nemohli pronásledovat. Na zbytek skupiny letouny F-16C zaútočily a všechny čtyři stroje se jim podařilo sestřelit. Třech sestřelů se dosáhlo pomocí tepelně naváděných raket Sidewinder a na jednom se podílela střela AMRAAM. 2. června 1995 byla F-16C pilotovaná Scottem O´Gradym sestřelena srbským protiletadlových systémem 2K12 Kub. 2. května 1999 byla sestřelena další americká F-16C pomocí rakety systému S-125 Něva. Dne 4. května 1999 se jeden osamělý jugoslávský MiG-29 pokusil pronásledovat velkou formaci NATO, která se právě vracela z bombardování města Valjevo. Na pilota v MiGu zaútočila dvojice amerických F-16C, kterým se ho podařilo sestřelit raketou AMRAAM.
Během jednoho z útoků na srbské pozice v Bosně se podařil jeden sestřel srbského MiGu-29 nizozemskému pilotovi F-16.
8. října 1996, po narušení řeckého vzdušného prostoru, vypálil řecký pilot Mirage 2000 raketu R.550 Magic a sestřelil tureckou F-16D.

### Thajsko

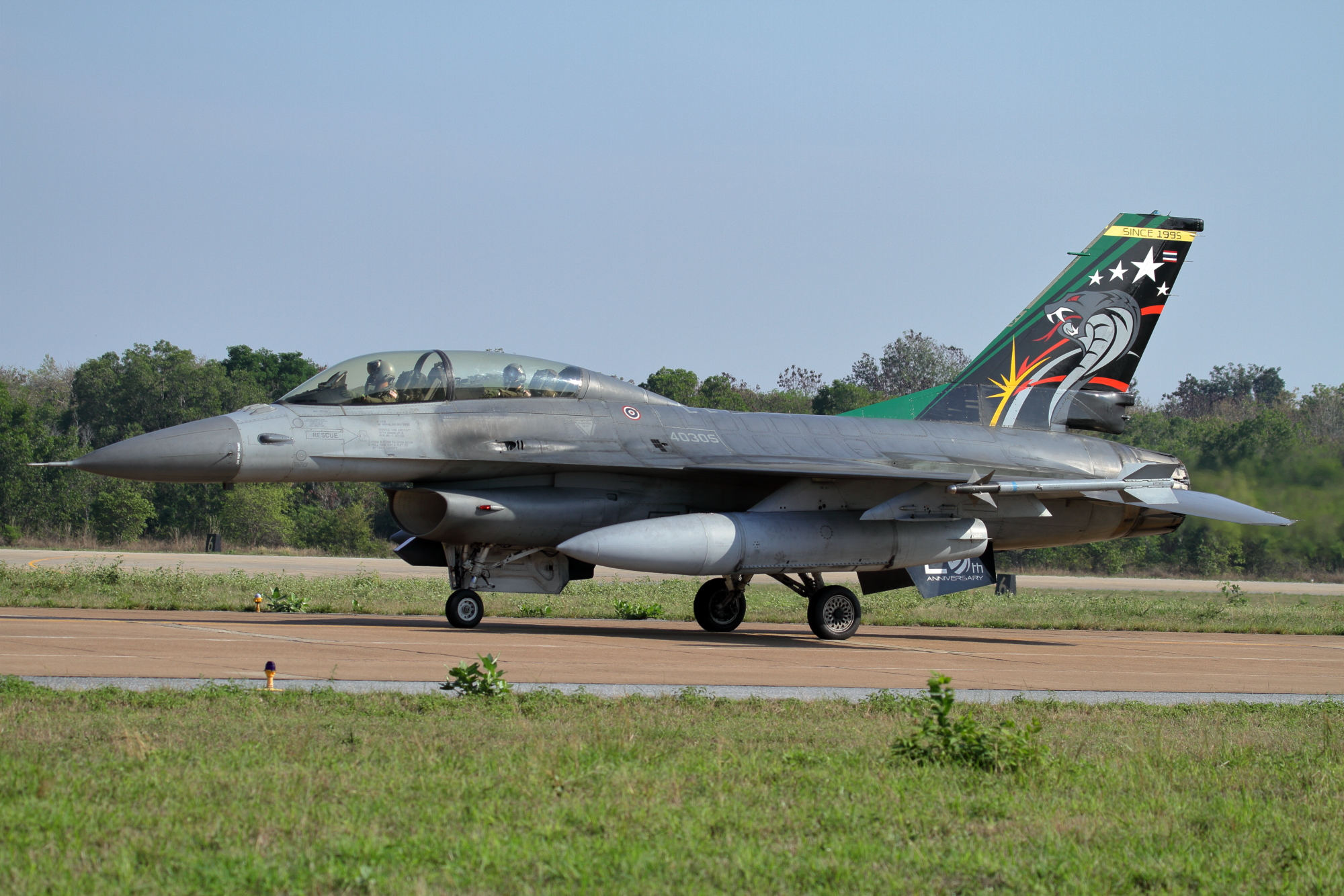
Thajský letoun F-16B Block 20 MLU

Thajskému královskému letectvu bylo ze Spojených států amerických dodáno celkem 52 letounů F-16A/B, přičemž dalších sedm získalo od Singapuru. V roce 2025 stále provozovalo 36 letounů F-16A a čtrnáct F-16B. Kromě nich letectvo mělo i letouny Northrop F-5E/F Tiger II a Gripen. Dne 24. července 2025 spory mezi Thajskem a Kambodžou o oblast kolem chrámového komplexu Preah Vihear vyústily v ozbrojené střety. Několik thajských letounů F-16 přitom provedlo údery na kambodžská velitelská stanoviště.

### Ukrajina

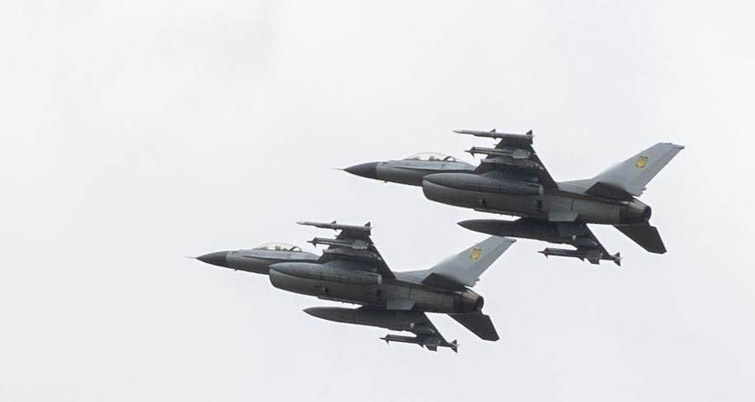
Ukrajinské F-16

Již v roce 2021 americká společnost Lockheed Martin nabídla ukrajinskému letectvu stíhačky F-16, a to ve verzi Block 70/72. V lednu 2023 vyjádřila vláda Nizozemska, v souvislosti s mezinárodní zbrojní pomocí proti ruské invazi, ochotu v případě zájmu předat Ukrajině stroje F-16 vyřazované z výzbroje KLu. 19. května 2023 prohlásil americký prezident Joe Biden, že USA nebudou bránit reexportu F-16 Ukrajině ze spojeneckých zemí, a zapojí se také do přecvičení ukrajinského letového i pozemního personálu, v rámci koalice tvořené také Nizozemskem, Norskem, Polskem, Portugalskem a Spojeným královstvím. 26. května 2023 agentura Bloomberg s odkazem na nejmenované zdroje uvedla, že Nizozemsko projevilo jako první země ochotu předat Ukrajině část ze svých celkem 42 F-16, s výjimkou 24 kusů které zůstávají ve službě až do roku 2024. 20. srpna 2023 nizozemský premiér Mark Rutte a ukrajinský prezident Volodymyr Zelenskyj společně prohlásili, že Ukrajina získá neupřesněný počet F-16 z nizozemské a dánské výzbroje ihned po dokončení výcviku ukrajinských obsluh a úprav infrastruktury nutných pro jejich provoz a téhož dne dánská premiérka Mette Frederiksenová na tiskové konferenci s prezidentem Zelenským na letecké základně Skrydstrup přislíbila, že Dánsko daruje Ukrajině 19 stíhaček F-16. Celkem se může jednat až o 61 strojů. Norský premiér Jonas Gahr Störe během návštěvy Kyjeva 24. srpna 2023 potvrdil, že se Norsko také rozhodlo darovat Ukrajině letouny F-16, počet strojů nebyl upřesněn. Dodání prvních kusů bylo oznámeno 31. července 2024.
Jedna F-16 byla ztracena spolu s pilotem dne 26. srpna 2024 během velkého ruského raketového útoku proti ukrajinským městům. Dle ukrajinské poslankyně Marjany Bezuhlé byla stíhačka sestřelena vlastní protiletadlovou obranou. Dne 30. srpna odvolal prezident Volodymyr Zelenskyj velitele Ukrajinského letectva Mykolu Oleščuka.
Dne 27. července 2024 bylo oznámeno, že během předchozího dne ruských útoků ukrajinské F-16 dosáhly prvních sestřelů střel s plochou dráhou letu.
Dne 12. dubna 2025 ukrajinské letectvo během bojové mise ztratilo druhý letoun F-16. Byl pravděpodobně sestřelen raketou ruského systému S-400. Zemřel přitom pilot, 26letý poručík Pavlo Ivanov.
Dne 16. května 2025 byla oznámena ztráta třetího letounu F-16 ukrajinského letectva, k níž došlo během pronásledování dronů mimo válečnou zónu. Pilot se katapultoval.

## Varianty

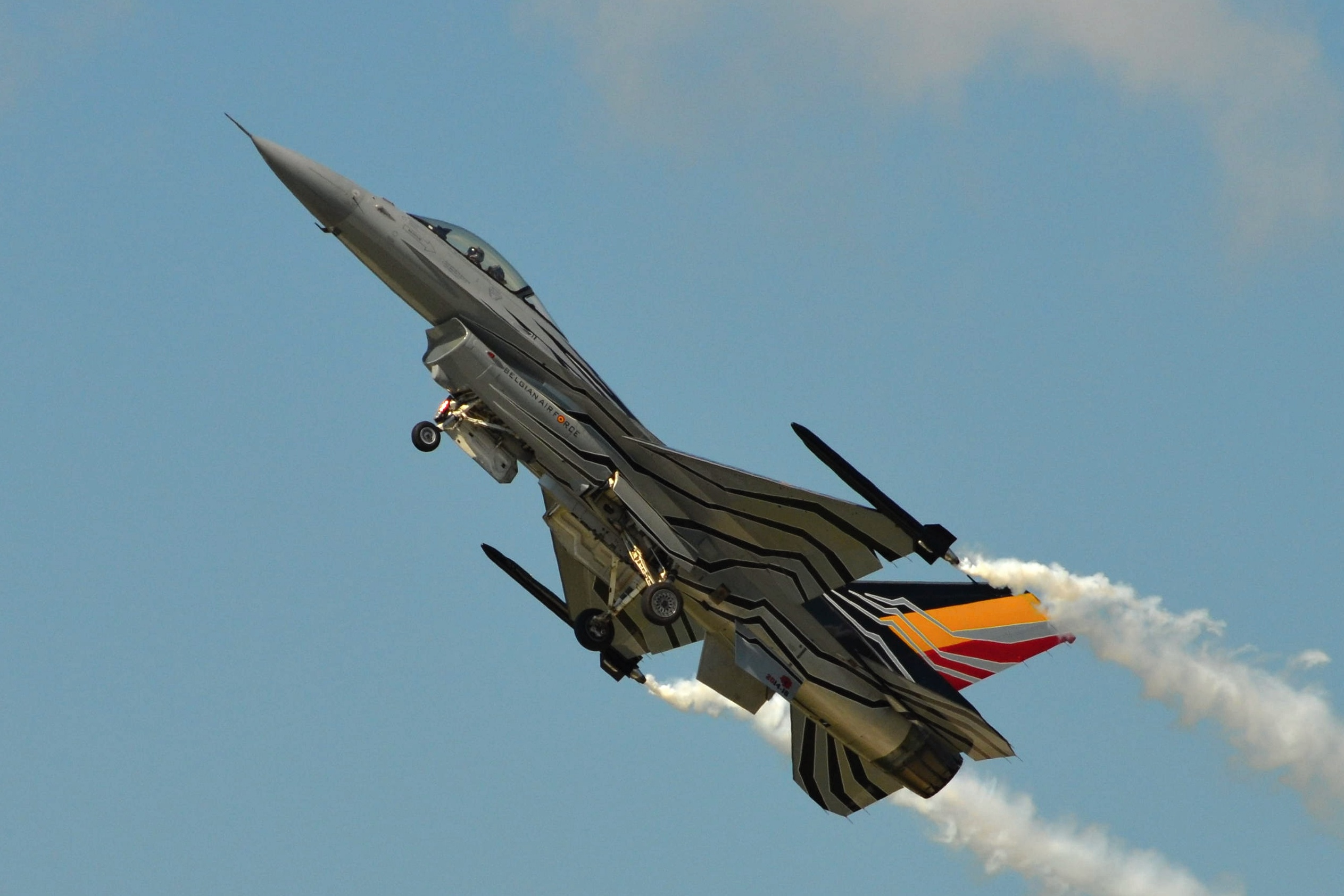
Letoun F-16AM belgického letectva během ukázky na SIAF 2015, letiště Sliač

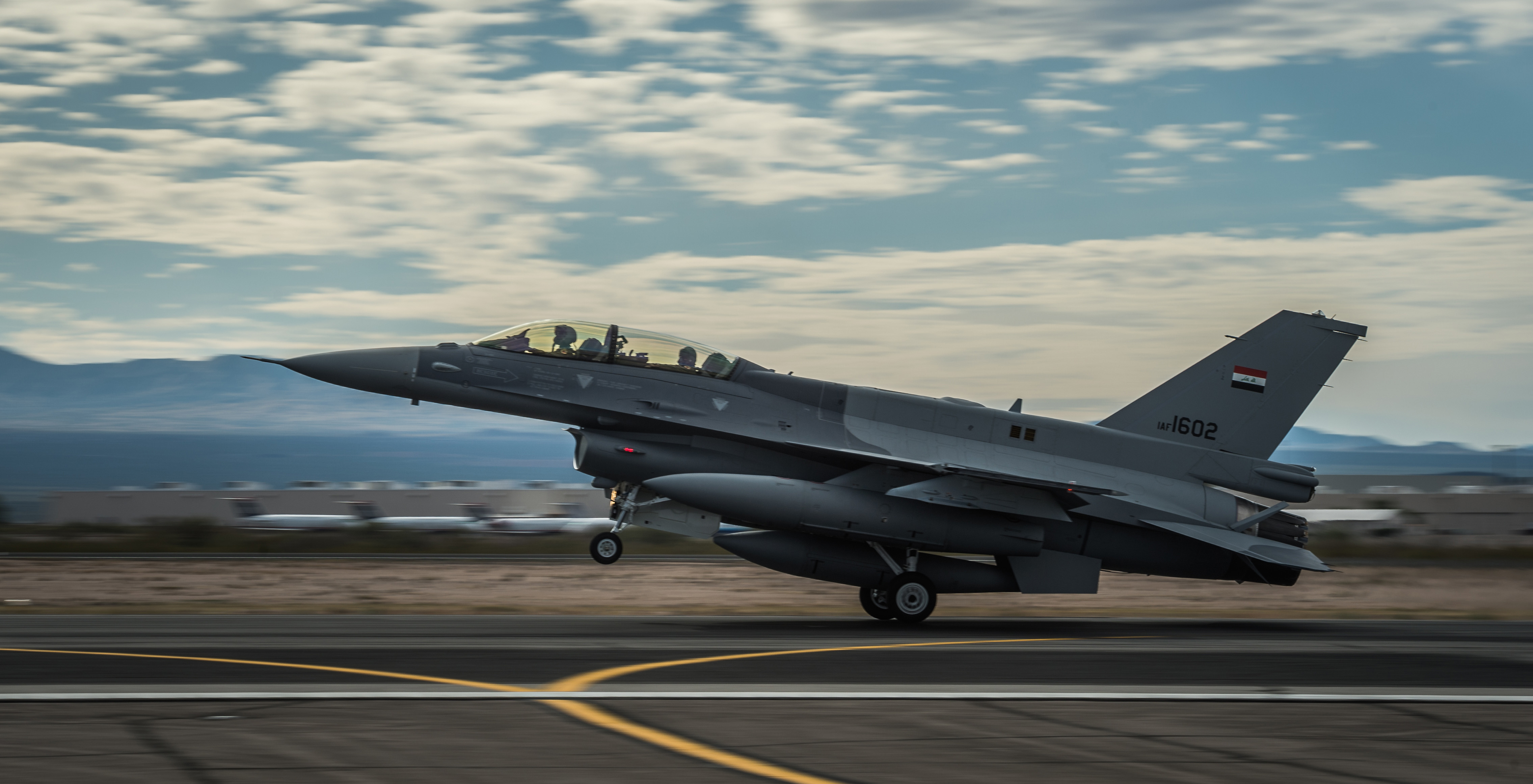
F-16D iráckého letectva

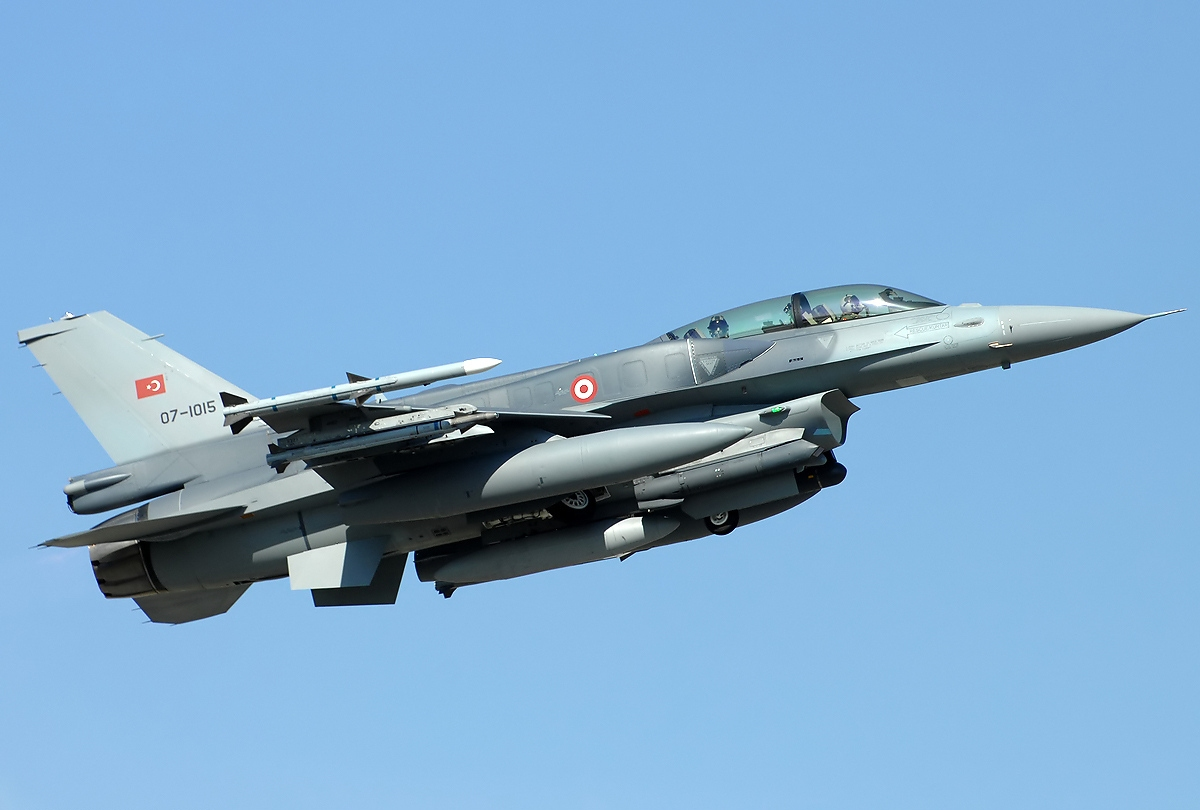
Turecká F-16D

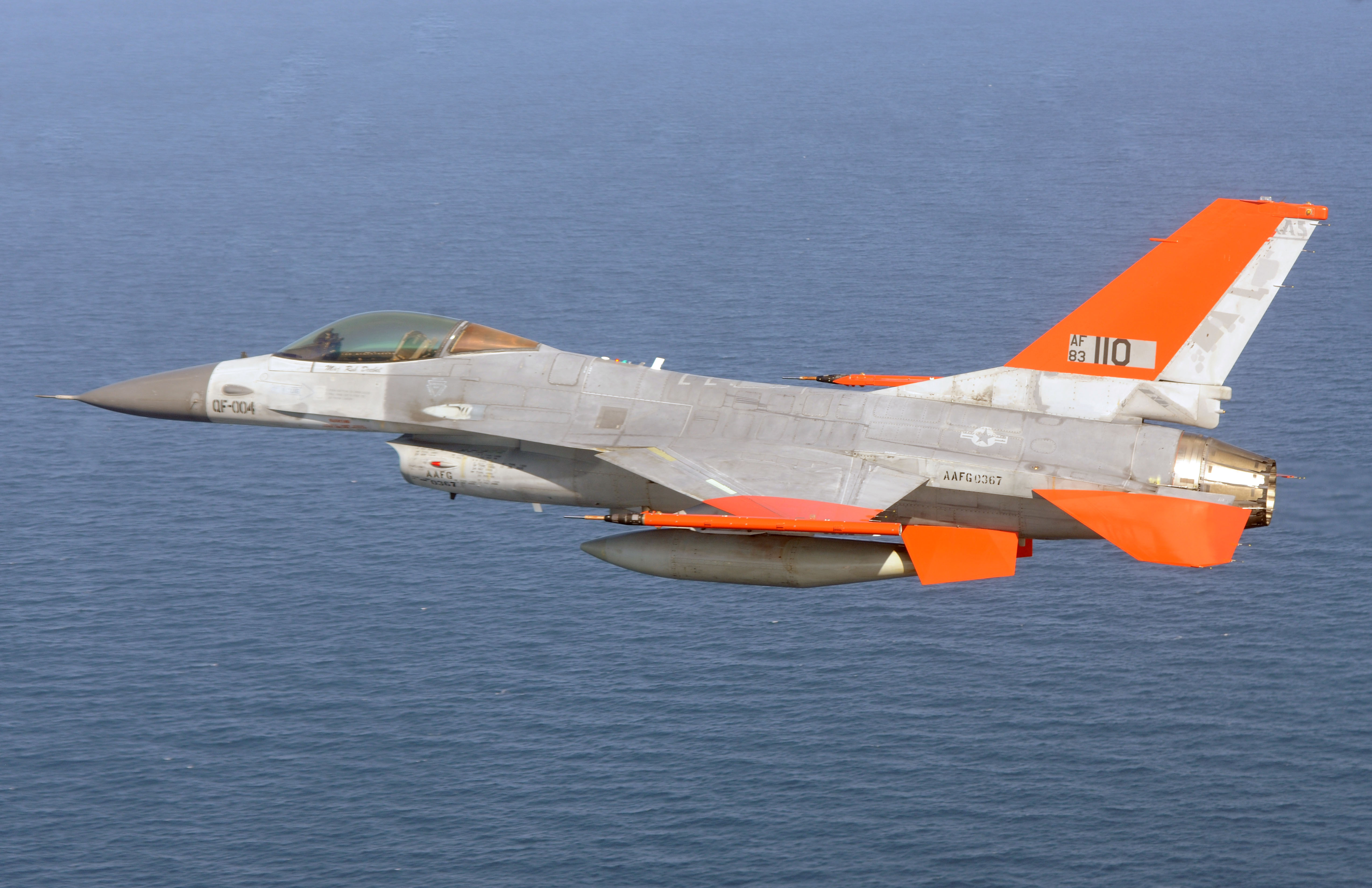
Americká QF-16A během svého prvního bezpilotního letu nad Mexickým zálivem

### Hlavní výrobní modely
F-16A/B
Jednomístná F-16A a dvoumístná F-16B představují počáteční produkční varianty. Tyto varianty zahrnují verze označované jako Blok 1, 5, 10 a 20. Blok 15 byla první výrazná modernizace F-16 s většími horizontálními stabilizátory.
F-16C/D
Sériová výroba jednomístné F-16C a dvoumístné F-16D začala v roce 1984. První verzí F-16C/D byl Block 25 s vylepšenou avionikou. Nový radar AN/APG-68 s protiletadlovými raketami středního doletu AIM-120 AMRAAM umožňovaly F-16 i boj mimo vizuální dosah. Došlo také k rozšíření sortimentu naváděné protizemní výzbroje. Pozdější modernizace představoval Block 30/32, 40/42 a 50/52.
F-16E/F
Jednomístná F-16E a dvoumístná F-16F představují variantu, založenou na F-16C/D Block 50/52. Jde o speciální produkci pro Spojené arabské emiráty, ve které je integrován nový radar AN/APG-80 a silnější motor GE F110-132.

### Významné modifikace
F-16I
F-16I Sufa (hebrejsky Bouře‎) je varianta dvoumístné verze F-16D Block 52+ vyvinutá pro Letectvo Izraelských obranných sil. Přibližně 50 % její avioniky, včetně HUD a přilbového zaměřovače, je izraelského původu.
F-16IQ
Jde v podstatě o variantu F-16C/D Block 52, vyrobenou pro irácké letectvo. Irák objednal 30 jednomístných a 6 dvoumístných letadel, jejichž produkce začala v roce 2014 a do konce roku 2015 by mělo být dodáno všech 36 kusů. Irácké F-16 by měly být vyzbrojeny střelami vzduch-vzduch starších verzí, jako jsou AIM-9L/M Sidewinder a AIM-7M Sparrow. Z munice k ničení pozemních cílů by to měly být laserem naváděné pumy série Paveway a střely AGM-65 Maverick.
F-16N
F-16N byly letouny postavené na platformě F-16C/D Blok 30 a provozovány americkým námořnictvem. Pohonnou jednotkou byl motor F110-GE-100 a křídlo letadla bylo oproti F-16C/D mírně zesílené. Ačkoliv stroje F-16N vycházely z platformy Block 30, byly vybaveny slabším radiolokátorem APG-66 z varianty F-16A/B. Celkem bylo vyrobeno 26 kusů, které byly zařazeny do provozu v letech 1988 a 1998. Již v té době však byly v konstrukci objeveny trhliny a jelikož námořnictvo nemělo dostatek prostředků, bylo letadlo nakonec vyřazeno ze služby.
F-16V
Jde o nejmodernější variantu F-16 vyvíjenou hlavně pro potřeby letectva Tchaj-wanu. F-16V by měla být vybavena AESA radiolokátorem APG-83, který obsahuje množství komponentů z radarů APG-77 (F-22 Raptor) a APG-81 (F-35 Lightning II). V rámci modernizace je kabina pilota vybavena jedním centrálním a dvěma postranními barevnými displeji. K důležitým vylepšením patří nový palubní počítač a automatický antikolizní systém, který automaticky provede úhybný manévr, pokud letadlu hrozí srážka. První let varianty F-16V se uskutečnil 16. října 2015 ze základny Fort Worth. Na tuto verzi budou modernizovány i F-16C a D Řeckého vojenského letectva. Čtrnáct kusů této verze plánují zakoupit také Vzdušné síly Slovenské republiky. Typ je nabízen také letectvu Indie, pod označením výrobce "F-21". Zájem o nákup této verze projevilo i Bulharsko.
QF-16
Představují starší varianty F-16C Block 30, které se americké letectvo rozhodlo v roce 2012 přestavět na bezpilotní létající terče. Celkově se plánuje přestavět až 126 strojů F-16, které budou sloužit k testování nové generace raket typu vzduch-vzduch.

### Modernizační programy
F-16A/B Block 15 ADF
F-16 Air Defense Fighter (stíhač protivzdušné obrany) byla speciální varianta optimalizovaná pro nasazení v roli záchytného stíhače u jednotek Air National Guard. Úpravy, týkající se 270 strojů, zahrnovaly nové elektronické vybavení pro identifikaci vlastní-cizí (IFF) a možnost nesení střel vzduch-vzduch AIM-7 Sparrow.
F-16A/B Block 15 OCU
F-16 Block 15 Operational Capability Upgrade (modernizace operačních schopností) bylo označení pro stroje bloku 15 dodávané počínaje lednem 1988 a vybavené novým širokoúhlým průhledovým displejem stejného typu jako u F-16C/D Block 25, motorem varianty F100-PW-220 a možností výzbroje protizemními řízenými střelami AGM-65 Maverick, protilodními AGM-119 Penguin Mk.3 a protileteckými AIM-120 AMRAAM.
F-16AM/BM Block 20 MLU
Program Mid-Life Update (modernizace ve střední době životnosti) určený především pro evropské uživatele první generace stroje, započal v 90. letech 20. století, a jeho výsledkem je modernizace kokpitu a avioniky na úroveň F-16C/D Block 50/52, včetně možnosti použití střel vzduch-vzduch AIM-120 AMRAAM a řady typů naváděné protizemní munice. Stroje modernizované v jeho rámci jsou označované jako F-16AM a F-16BM. Podle aplikovaného softwaru se rozlišuje několik generací programu, označených M1-M7. Od roku 2003 letouny paralelně procházejí i programem strukturální renovace Falcon STAR („STructural Augmentation Roadmap“).

### Motorové varianty
F-16/79
Verze F-16/79 byl prototyp varianty poháněné starším proudovým motorem General Electric J79, vzniklý po vydání nařízení administrativy prezidenta Cartera z roku 1977, které omezovalo export nejmodernějších zbraňových systémů z USA ve snaze tlumit eskalaci zbrojení ve světě. F-16/79 byl nabízen Jižní Koreji, Pákistánu, Venezuele a dalším zemím, ale nevzbudil zájem potenciálních zákazníků, kteří se namísto toho snažili vyjednat výjimky dovolující jim nákup standardního provedení F-16. Po úplném zrušení původní direktivy za prezidenta Reagana byl další vývoj této verze opuštěn.
F-16/101
Verze F-16/101 byla experimentální varianta s motorem General Electric F101X DFE odvozeným z pohonné jednotky užívané prototypy strategického bombardéru B-1A Lancer. Poprvé vzlétla v prosinci 1980 a ačkoliv sériové F-16 s motorem F101 nevznikly, výsledky zkoušek vedly k vývoji odvozeného motoru GE F110 užívaného u části sériových F-16C a D, u strojů F-14B/D Tomcat a některých exportních verzí F-15E Strike Eagle.

## Uživatelé
- Bahrajn
  - Bahrajnské královské letectvo
- Belgie
  - Belgické letectvo
- Čínská republika
  - Letectvo Čínské republiky
- Dánsko
  - Dánské královské letectvo
- Egypt
  - Egyptské vojenské letectvo
- Chile
  - Chilské letectvo
- Indonésie
  - Indonéské letectvo
- Irák
  - Irácké letectvo
- Izrael
  - Izraelské vojenské letectvo
- Jordánsko
  - Jordánské královské letectvo
- Korejská republika
  - Letectvo Korejské republiky
- Maroko
  - Marocké královské letectvo
- Omán
  - Královské vzdušné síly Ománu
- Pákistán
  - Pákistánské letectvo
- Polsko
  - Polské letectvo
- Portugalsko
  - Portugalské letectvo
- Rumunsko
  - Rumunské letectvo
- Řecko
  - Řecké vojenské letectvo
- Singapur
  - Singapurské letectvo
- Slovensko
  - Vzdušné síly Slovenské republiky[34][35]
- Spojené arabské emiráty

Uživatelé F-16 (modře současní, červeně bývalí, černě budoucí)

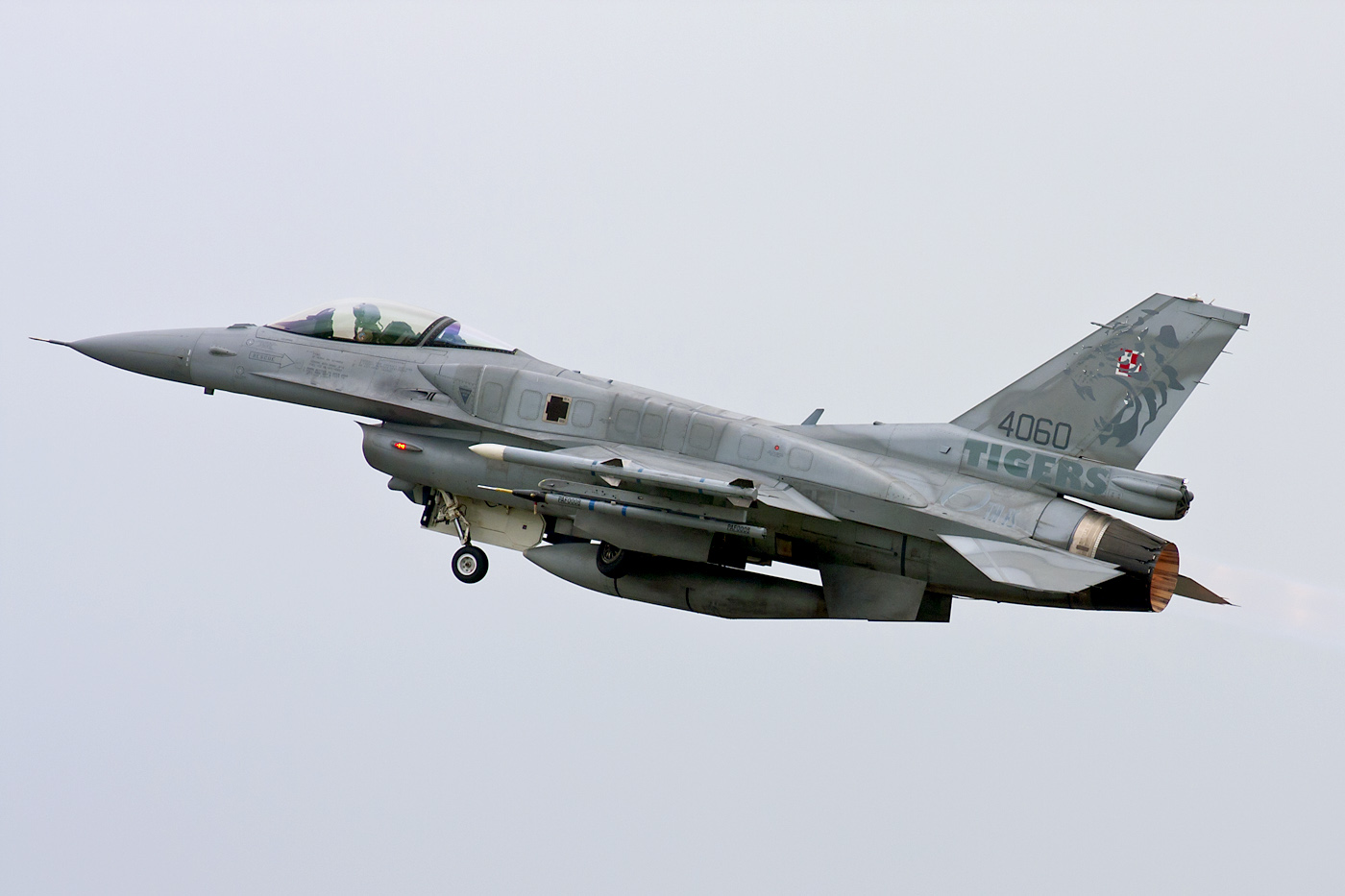
Polský stroj F-16C s konformními nádržemi na bocích trupu

  - Letectvo Spojených arabských emirátů
- Spojené státy americké
  - United States Air Force
  - United States Navy (jen cvičné)
  - NASA (experimentální)
- Thajsko
  - Thajské královské letectvo
- Turecko
  - Turecké letectvo
- Ukrajina
  - Ukrajinské letectvo[23]
- Venezuela
  - Venezuelské letectvo

### Bývalí
- Itálie
  - Italské letectvo mělo v pronájmu 30 F-16A a 4 F-16B amerického letectva mezi lety 2001 až 2012.[36]
- Nizozemsko
  - Nizozemské královské letectvo vyřadilo F-16 ze služby 27. září 2024.[37]
- Norsko
  - Norské královské letectvo vyřadilo F-16 ze služby v lednu 2022.[38]

### Budoucí
- Argentina
  - Argentinské letectvo[39]

- Bulharsko
  - Bulharské letectvo[33] - objednáno 6 strojů verze C a 2 stroje verze D Block 70, dodány do roku 2024.[40] V srpnu 2021 bulharský ministr obrany oznámil plán zakoupit dalších 8 letounů.[41]

### Potenciální
- Filipíny
  - Filipínské letectvo - podle webu DSCA by filipínské letectvo mohlo získat 10 F-16C Block 70/72 a 2 F-16D.[42]
- Indie
  - Indické letectvo - společnost Lockheed Martin nabídla F-16V Block 70, pod označením F-21, jako typ jež by nahradil indickou flotilu strojů MiG-21.[43]
- Kolumbie
  - Kolumbijské letectvo - Kolumbie plánuje do roku 2023 vyřadit své stíhačky IAI Kfir a jako možná náhrada se jeví nové stíhačky F-16V Block 70.[44]

### Nerealizované zakázky
- Chorvatsko - Chorvatské letectvo a protivzdušná obrana po výběrovém řízení na náhradu zastaralých stíhačů MiG-21 na jaře 2018 objednala 12 použitých F-16 z Izraele,[45] ale dohoda o koupi v hodnotě 500 milionů USD byla začátkem roku 2019 zrušena, poté co administrativa amerického prezidenta Donalda Trumpa udělila povolení k reexportu omezené pouze na základní provedení strojů, bez modernizací a úprav kterými prošly během své služby v Izraeli.[46] V nové Chorvatskem vypsané soutěži v roce 2021 uspěla francouzská nabídka typu Dassault Rafale.
- Íránské císařství - Íránské císařské letectvo v říjnu 1976 podepsalo předběžnou úmluvu o koupi 160 kusů F-16A/B, s opcí na dalších 140. Po revoluci v roce 1979 byla zakázka zrušena.[47] Část strojů původně produkovaných v rámci této objednávky byla prodána Izraeli.
- Nový Zéland - V roce 1998 uzavřel dohodu o desetiletém pronájmu celkem 28 kusů F-16A/B Block 15, které měly u Royal New Zealand Air Force nahradit zastaralé  A-4K Skyhawk. V březnu 2000 nová labouristická vláda Helen Clarkové od dohody odstoupila, s tím, že vzhledem k absenci bezpečnostních rizik nebylo pro zemi provozování proudových bojových letounů prioritou.[48]

## Specifikace (F-16C Block 30)

### Technické údaje
- Posádka: 1
- Rozpětí: 9,8 m
- Délka: 14,8 m
- Výška: 4,8 m
- Nosná plocha: 27,87 m²
- Plošné zatížení: 430,7 kg/m²
- Profil křídla: NACA 64A204 u kořene i na konci křídla
- Hmotnost prázdného stroje: 8272 kg
- Vzletová hmotnost: 12 003 kg
- Maximální vzletová hmotnost: 16 875 kg
- Pohonná jednotka: 1× dvouproudový motor F100-PW-220 nebo 1 x dvouproudový motor F110-GE-100
- Tah pohonné jednotky: F100 14 590 (23 770 lbf s přídavným spalováním; F110 17 155 lbf, 28 985 s přídavným spalováním) (F100 64,9 kN / 105,7 kN; F110 76,3 kN / 128,9 kN)[zdroj⁠?!]
- Tah/Hmotnost: F100 0,898; F110 1,095

### Výkony
- Maximální rychlost: 2 124 km/h (Lockheed Martin)
- Rychlost na úrovni mořské hladiny: 1 470 km/h
- Akční rádius: 550 km s šesti pumami o 454 kg
- Dolet: 4800+ km
- Dostup: 18 500+ m
- Stoupavost: 255 m/s, cca 918 km/h
- Plošné zatížení: 430 kg/m²
- Poměr tah / hmotnost: 1,095

### Výzbroj

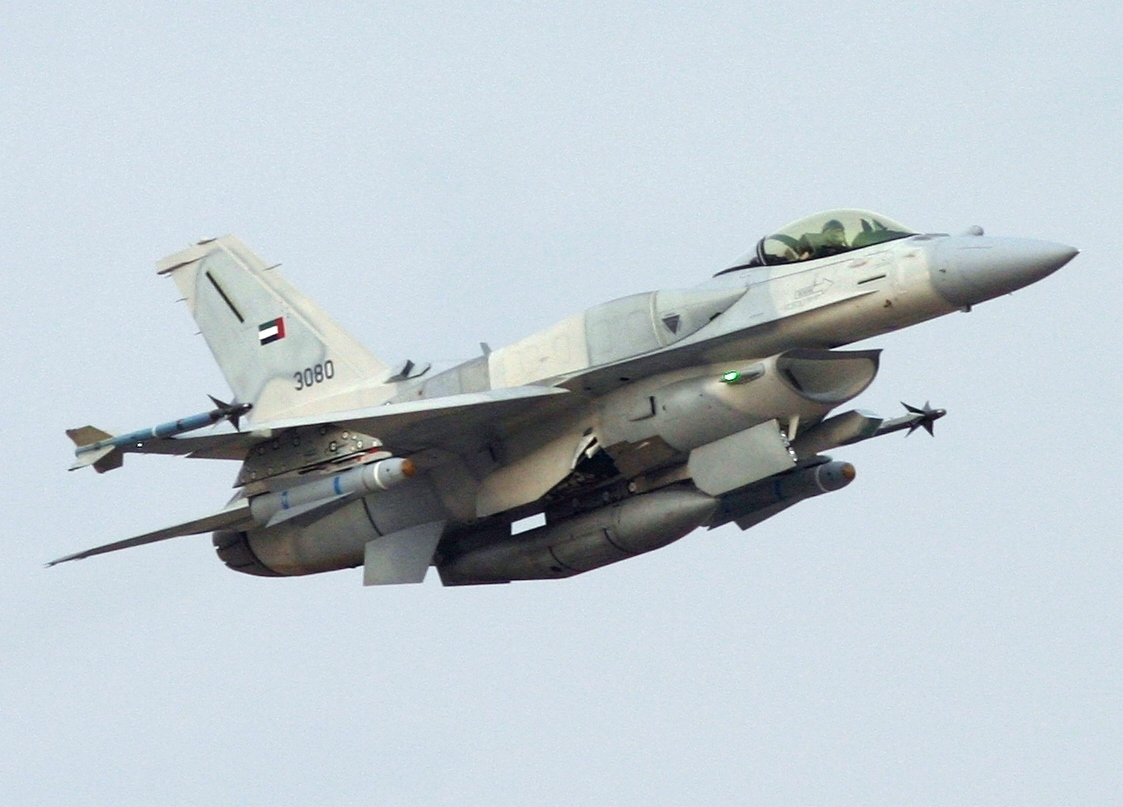
F-16E letectva SAE

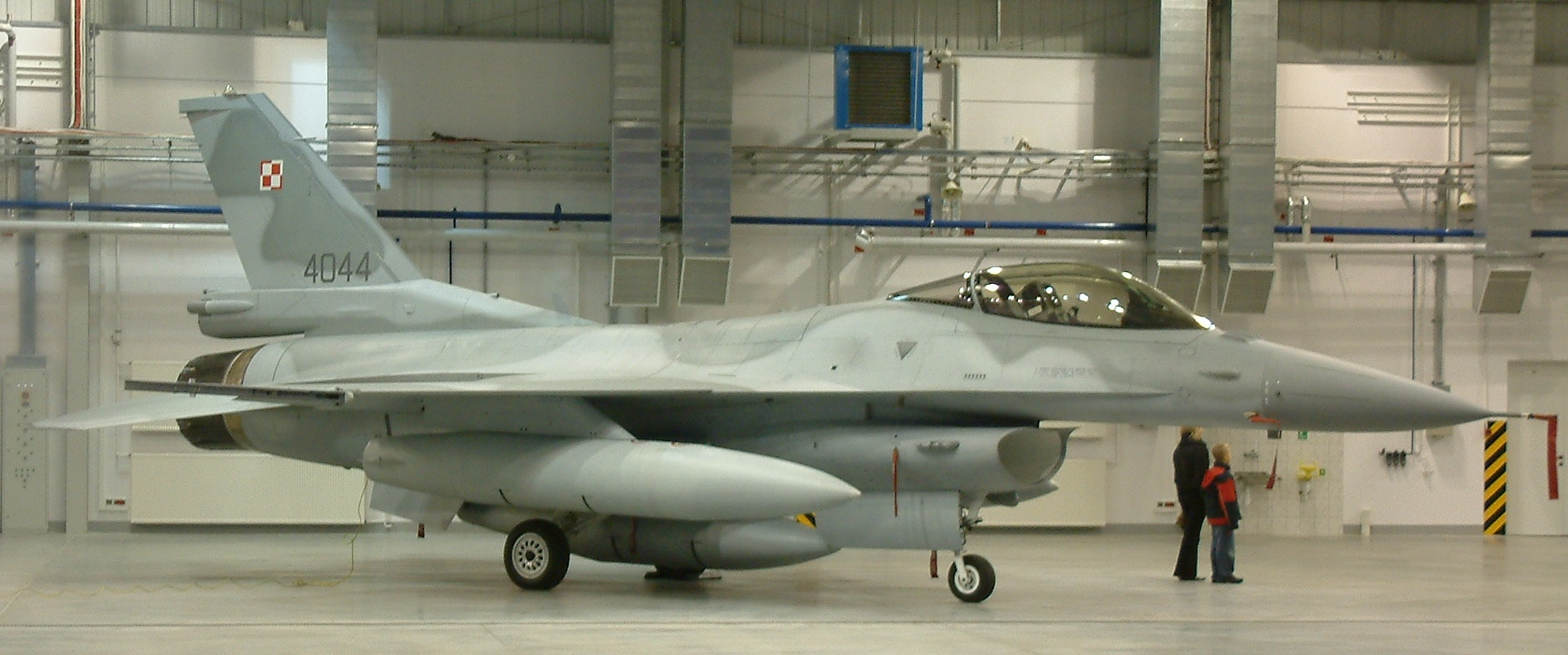
F-16C polského letectva

- 1× 20mm kanón M61A1 Vulcan s 510 náboji
- neřízené 70mm rakety CRV7
- střely:
  - vzduch-vzduch:
    - 6× AIM-9 Sidewinder
    - 6× AIM-120 AMRAAM
    - 6× Python 4

  - vzduch-země:
    - 6× AGM-65 Maverick protitanková střela
    - 2× AGM-88 HARM protiradarová střela

  - protilodní:
    - 4× AGM-119 Penguin
- pumy:
  -     - 4× CBU-87 kontejnerová puma
    - 4× CBU-89 GATOR - kontejnerová puma s minami
    - 4× CBU-97
    - 4× GBU-10 Paveway
    - 8× GBU-12 Paveway II
    - 4× Joint Direct Attack Munition (JDAM)
    - 4× AGM-154 Joint Standoff Weapon (JSOW)
    - 4× klasické „železné“ pumy Mk 84 nebo Mk 82
    - 2× B61 - jaderná puma